# Grivèlerie
« filouterie » redirige ici. Ne pas confondre avec filoutage.
La grivèlerie est un délit voisin de l'escroquerie, qui consiste à profiter d'un service (notamment dans la restauration et l'hôtellerie) avec l'intention de ne pas payer. Il faut établir l'intention de ne pas payer pour prouver le délit (par exemple commander un plat sans avoir les moyens de le payer). Il s'agit d'une expression plutôt vieillie dans le langage courant qui dans son sens littéral est issu de la grivelée qui désigne un menu larcin ou petit vol, lorsqu'on souhaite être plus spécifique, on peut dire « resquille » (du provençal resquilhar : glisser, patiner) quand on parle d'entrer dans un lieu sans payer (metro, bal...), « addition volante » pour quitter un lieu sans payer, « filouterie d'auberge » (en Suisse, uniquement dans la restauration et l'hôtellerie) ou « resto basket » plus spécifiquement aux restaurants.

## Par pays

### Belgique
Sera puni d'un emprisonnement de huit jours à trois mois et d'une amende de deux cents à quinze cents [euros], ou d'une de ces peines seulement, celui qui, sachant qu'il est dans l'impossibilité absolue de payer, se sera fait servir, dans un établissement à ce destiné, des boissons ou des aliments qu'il y aura consommés en tout ou en partie, se sera fait donner un logement dans un hôtel de voyageurs ou une auberge, ou aura pris en location une voiture de louage (art. 508bis du code pénal).
Celui qui, après avoir fait approvisionner un véhicule en carburant ou en lubrifiant, se sera soustrait frauduleusement au paiement immédiat, risque un emprisonnement de huit jours à trois mois et une amende de deux cents à mille cinq cents euros (art. 508ter du code pénal). En cas de récidive, les peines pourront être doublées .

### France

#### Description
Le terme employé dans le code pénal français, à son article 313-5 est « filouterie ».
C'est un acte qui consiste à commander un service que l'on refusera de payer, ou dont on a conscience que l'on n'aura pas les moyens de le payer.
Le délit est constitué si :
- la prestation a été commandée par le client ;
- la prestation a été consommée (repas commencé ou terminé, chambre occupée, course en taxi effectuée, réservoir de carburant rempli, etc.) ;
- le client est dans l’impossibilité matérielle de régler sa dette ou est déterminé avant de consommer à ne pas payer ;
- l’intention frauduleuse est reconnue (cette intention frauduleuse doit être préalable à la consommation, le délit n'est pas forcément constitué, par exemple, si le consommateur oublie de payer car occupé au téléphone, ou part subitement à cause d'un événement de force majeure ou même parce qu'il serait dérangé par de la fumée ou du vacarme).

Dans le langage courant, on parlera de filouterie pour les actes graves, et de resquille pour les actes de moindre gravité.
Exemples de filouterie :
- quitter un restaurant, un bar, un hôtel après s'être fait servir, sans régler l'addition ou la note ;
- se faire servir du carburant et partir sans payer.
- prendre le taxi et le quitter sans s'acquitter du prix de la course.

Exemples de resquille :
- prendre le train sans billet (variante : voyager en première classe avec un billet de seconde classe) ;
- ne pas s'acquitter du péage ;
- ne pas payer son parking, son stationnement ;
- « tricher » sur son âge par exemple afin de bénéficier d'un tarif réduit (cinéma, musée, etc.).

#### Peine
La filouterie est punie par une peine de six mois d'emprisonnement et de 7 500 € d'amende et éventuellement par une peine complémentaire (par exemple : interdiction d'émettre des chèques) ou de substitution (par exemple : travail d'intérêt général).
Cette peine peut être comparée à celles pour les actes de resquille, généralement sanctionnés par une amende contraventionnelle (moins de 1 500 euros).

### Suisse
Le droit pénal suisse punit, au regard de l'art. 149 du code pénal suisse , le délit de « filouterie d'auberge » (en allemand : Zechprellerei ; en italien : Frode dello scotto) dont la teneur est la suivante :  

« Celui qui se fait héberger, servir des aliments ou des boissons ou qui obtient d'autres prestations d'un établissement de l'hôtellerie ou de la restauration, et frustre l'établissement du montant à payer sera, sur plainte, puni d'une peine privative de liberté de trois ans au plus ou d'une peine pécuniaire. »